# Seriana pewna
Seriana pewna är en insektsart som beskrevs av Sohi och Mann 1992. Seriana pewna ingår i släktet Seriana och familjen dvärgstritar.
Artens utbredningsområde är Nepal. Inga underarter finns listade i Catalogue of Life.